# Östen Buskas
Östen Buskas, född 3 december 1962, en svensk friidrottare (medeldistanslöpare). Han tävlade för Mälarhöjdens IK.